# Phthiria virgata
Phthiria virgata är en tvåvingeart som beskrevs av Austen 1937. Phthiria virgata ingår i släktet Phthiria och familjen svävflugor.
Artens utbredningsområde är Israel. Inga underarter finns listade i Catalogue of Life.